# 마쓰카사촌
마쓰카사촌(松笠村)은 시마네현 이시군에 있던 촌이다. 현재의 운난시에 해당한다.